# Central térmica de Andorra
La central térmica Teruel, más conocida como central térmica de Andorra, fue una central térmica situada en el municipio español de Andorra, en la provincia de Teruel. Entró en funcionamiento en 1981 y tenía una potencia de 1101,4 MW. Las instalaciones eran propiedad de la sociedad Endesa.
Se trataba de una planta carboeléctrica, esto es, que utilizaba el lignito como combustible para la producción de energía. La chimenea de la central tenía una altura de 343 metros, lo que la convirtió durante muchos años en la tercera estructura más alta de España. El lignito empleado como combustible contiene alrededor de un 7 % de azufre. La central constaba de tres grupos de generación, cada uno de los cuales con una capacidad de 350 MW. En 1992 la central térmica de Andorra fue equipada con filtros que eliminarían más del 90 % del dióxido de azufre generado en la combustión en 2008, según Endesa.

## Historia

### Construcción y explotación
Las obras tuvieron una duración aproximada de cuarenta meses. El grupo 1 se acopló a la red eléctrica en marzo de 1979, el grupo 2 en diciembre del mismo año y el grupo 3 en abril de 1980. Se inauguró oficialmente el día 18 de noviembre de 1981 con el nombre de «Central Térmica Teruel». Para abastecerla de agua, se construyó el pantano de Calanda en el río Guadalope, del que mediante dos bombeos se impulsa a la central.
El transporte de lignito se hacía principalmente por ferrocarril, a través de una línea férrea que había sido construida a comienzos de la década de 1950 por la Empresa Nacional Calvo Sotelo para el transporte de lignito a la central térmica de Escatrón, situada más al norte —junto al río Ebro—. Tras la entrada en servicio de la Central Térmica de Teruel el lignito comenzó a ser traído por tren desde las cercanas minas de Andorra, siendo este trazado uno de los últimos ferrocarriles españoles que empleaba locomotoras de vapor. El carbón también era traído por RENFE desde otros puntos a través de Samper, situación que se generalizó a partir de 1984 tras la supresión de la tracción vapor de la línea y el desmantelamiento del complejo ferroviario de Andorra.

### Cierre
En diciembre de 2018, dentro del proceso de cierre de las centrales térmicas de carbón en España, Endesa solicitó el cierre de las centrales de Andorra y Compostilla II para junio de 2020. El 13 de febrero de 2020 se procedió a su desconexión de la red eléctrica, quedándose en estado disponible. El 29 de junio de 2020 se autorizó su cierre definitivo, publicado en el BOE de 9 de julio. Sus tres torres de refrigeración fueron demolidas simultáneamente el 13 de mayo de 2022, mientras que la chimenea de la central fue derribada el 16 de febrero de 2023 mediante una voladura controlada. Esa chimenea, que tenía 343 metros de altura, es la estructura independiente más alta jamás demolida de forma controlada en todo el mundo.

## Características
La central constaba de un almacenamiento de lignito, una chimenea, una instalación de elevación de cenizas y tres grupos de generación. Cada uno de los grupos de generación tiene una potencia de 350 MW y dispone de una caldera, turbina y torre de refrigeración independiente.

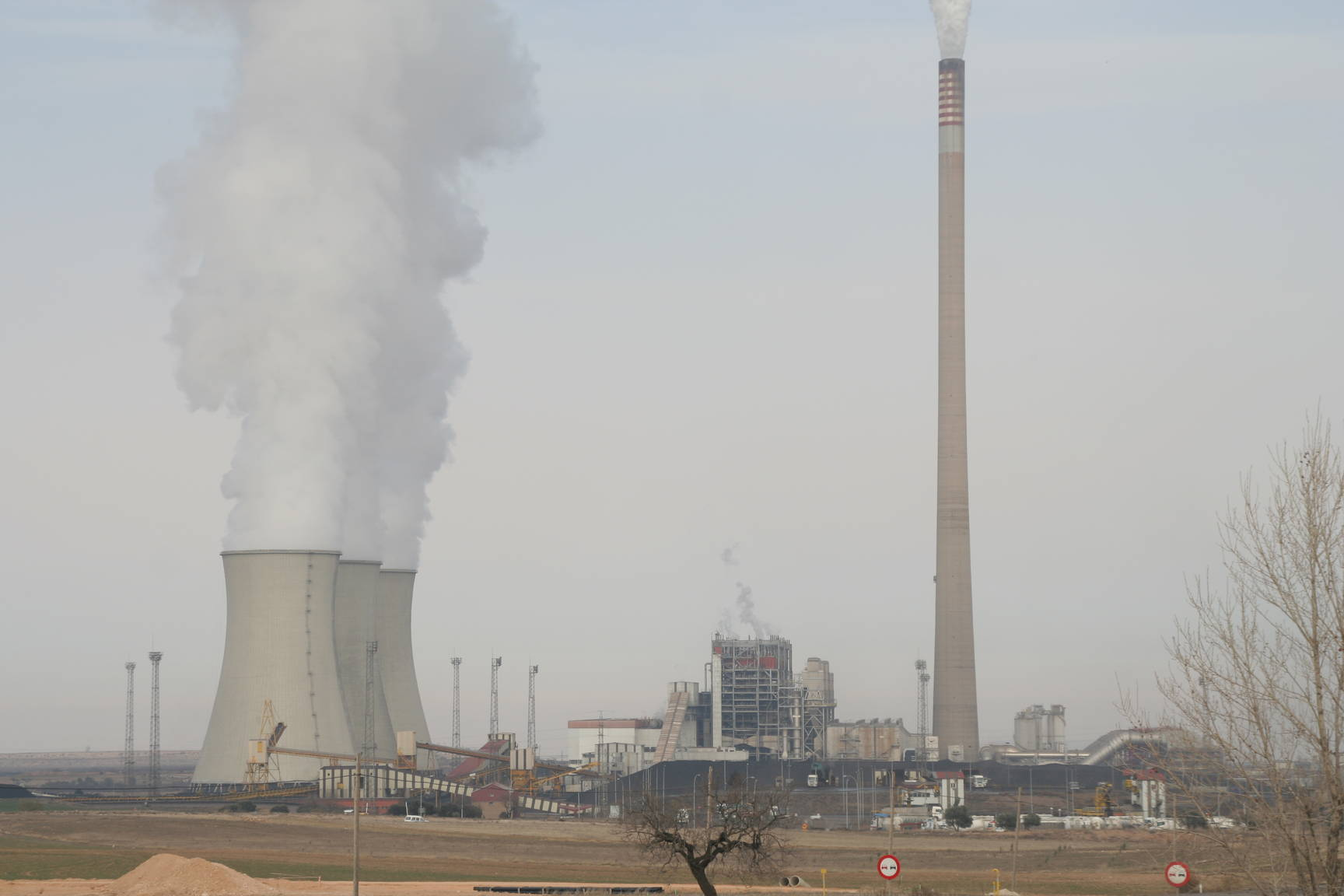
La central térmica en 2007.

Las torres de refrigeración son hiperboloides, que tienen una altura de 107 metros y los diámetros oscilan entre 81,2 metros en la base, 46,1 metros en la parte más estrecha y 50,7 metros en la coronación. El caudal de agua de refrigeración es de 38 000 m³/h, con una temperatura de 25 °C a la entrada y 35 °C a la salida.
Se ha ido mezclando el carbón de la zona con hulla importada de mayor poder calorífico y menor contenido en azufre, en un porcentaje que se ha ido aumentando progresivamente hasta llegar al 30%. En determinadas ocasiones se utiliza el gas natural como combustible de apoyo.
En los grupos de la central térmica lo que se hace es transformar la energía química del combustible en energía eléctrica. Los circuitos básicos que la componen son:
- Circuito aire-gases. El carbón se pulveriza en los molinos y mediante aire impulsado por unos ventiladores es arrastrado al hogar de la caldera donde se produce la combustión. Los gases resultantes, antes de sacarlos a la atmósfera, se hacen pasar por unos intercambiadores de calor para calentar el aire, por el precipitador electroestático para retener las partículas de ceniza y por el absorbedor de la planta de desulfuración para retener el SO2.
- Circuito agua-vapor. Es un circuito cerrado donde el calor producido por la combustión hace que el agua de alimentación se convierta en vapor, este se lleva a la turbina y la hace girar, llegando luego al condensador donde el vapor se enfría para convertirlo nuevamente en agua. La turbina, que gira a 3000 revoluciones por minuto, arrastra el eje del alternador y se produce la energía eléctrica a una tensión de 18 kV.
- Circuito de agua de refrigeración. Es otro circuito cerrado. El vapor cede en el condensador el calor que todavía le queda al agua de refrigeración. Esta agua se calienta, siendo necesario enfriarla para que vuelva al condensador a enfriar más vapor. Para ello se hace circular por la torre de refrigeración donde una corriente de aire la enfría. Todas estas transformaciones hacen que el rendimiento global del ciclo sea del 36 % aproximadamente.[4]

### Datos técnicos
| Turbina                        |                                   |                       |
| ------------------------------ | --------------------------------- | --------------------- |
|                                | Potencia                          | 350 MW                |
|                                | Velocidad                         | 3000 rpm              |
|                                | Vapor                             | a 162 kg/cm² y 538 °C |
| Alternador Generador Eléctrico |                                   |                       |
|                                | Tensión de salida                 | 18 kV                 |
|                                | Transformación para transporte    | 400 kV                |
|                                | Refrigeración                     | Hidrógeno             |
| Caldera                        |                                   |                       |
|                                | Molinos por cada caldera          | 6                     |
|                                | Consumo de carbón por hora        | 188 t                 |
|                                | Quemadores de carbón              | 24                    |
|                                | Quemadores de gas                 | 24                    |
|                                | Producción de vapor               | 1090 t/hora           |
|                                | Presión del vapor de salida       | 169 kg/cm²            |
|                                | Temperatura del vapor             | 540 °C                |
| Torres de refrigeración        |                                   |                       |
|                                | Altura                            | 107 m                 |
|                                | Diámetro de la base               | 81 m                  |
|                                | Agua a enfriar                    | 38 000 m³/h           |
|                                | Temperatura del agua a la entrada | 24 °C                 |
|                                | Temperatura del agua a la salida  | 35 °C                 |
| Desulfuración                  |                                   |                       |
|                                | Eficiencia desulfuración          | 90 %                  |
|                                | Consumo caliza                    | 100 t/h               |
|                                | Producción yeso                   | 180 t/h               |
| Chimenea                       |                                   |                       |
|                                | Altura                            | 343 m                 |
|                                | Diámetro en la base               | 28 m                  |
|                                | Diámetro en la coronación         | 12 m                  |

- Fuente: folleto explicativo para visitas de la central térmica de Andorra.

## Problemas ambientales

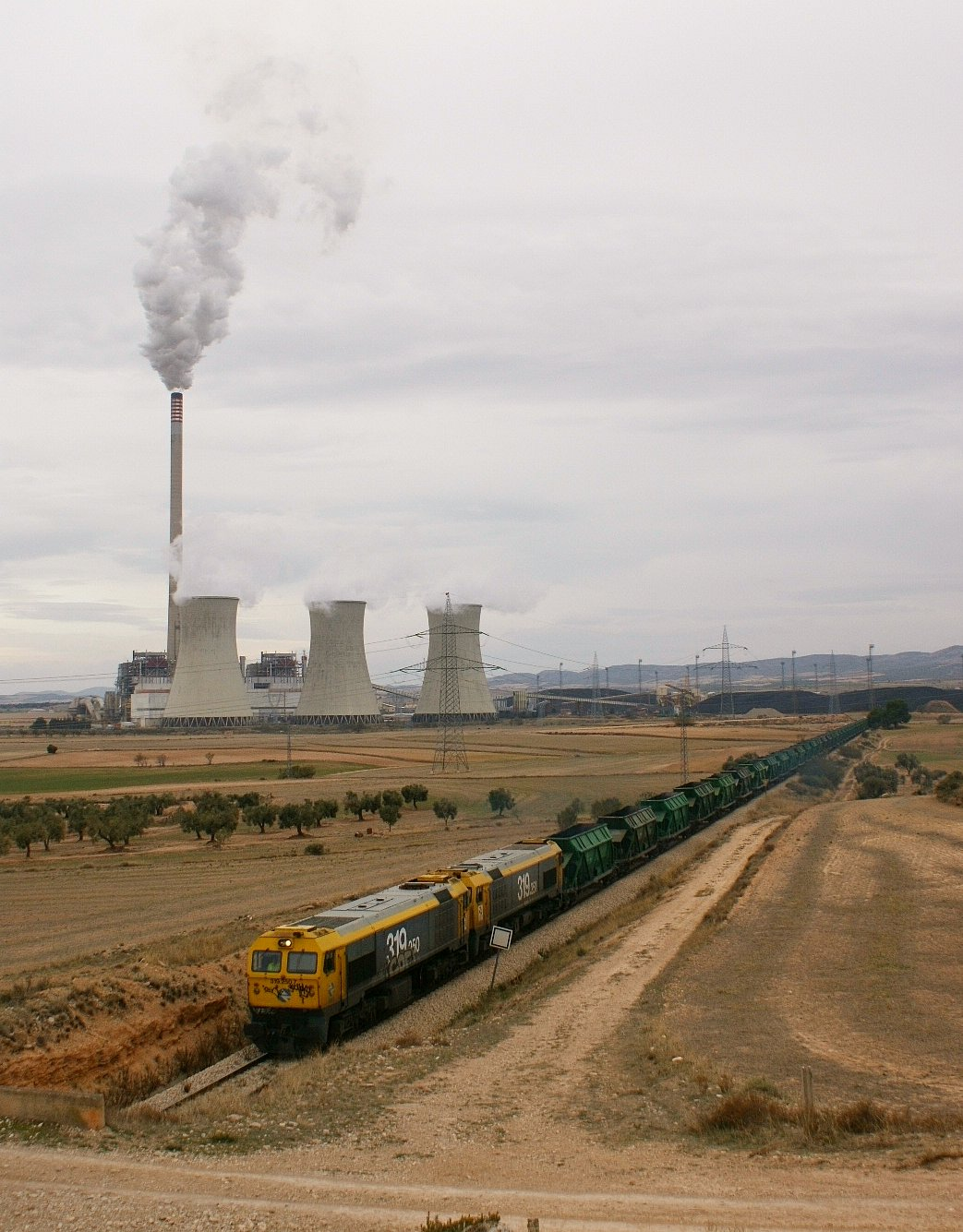
Vista de un tren carbonero, con la central térmica de fondo (2011).

La central térmica de Andorra causa una importante degradación ambiental en las zonas limítrofes debido a sus importantes emisiones de gases contaminantes. Es una de las más contaminantes dentro de su categoría en Europa. Se considera que la central térmica es responsable de la lluvia ácida producida en las provincias de Teruel y Castellón de la Plana entre 1984 y 1987, devastándose 200 000 ha de bosques del Maestrazgo.
En 1988, veinticinco Ayuntamientos de la provincia de Castellón presentaron una denuncia por delito ecológico, en la que se incluyó la petición de un año de cárcel contra el anterior presidente de Endesa (Feliciano Fuster) por su presunta responsabilidad en la contaminación. La denuncia se retiró tras un acuerdo entre Endesa, ecologistas, ayuntamientos, Generalidad Valenciana y Ministerio de Agricultura. Este acuerdo incluía un compromiso de fuertes inversiones para reducir las emisiones de SO2 de la central, firmándose un convenio por el que Endesa y la Generalidad aportaban 2000 millones de pesetas cada una y el Ministerio de Agricultura 1000 millones para paliar los daños ambientales causados por la central.
En 1992 los compromisos a los que se llegaron se materializaron en la instalación de unos filtros para el dióxido de azufre generado en la combustión y en la construcción de una planta desulfuradora. En 1994 se creó una comisión de seguimiento medioambiental en el Maestrazgo y Los Puertos de Morella (CEAM) que mediante estudios y labores de vigilancia tienen el objetivo de vigilar las emisiones contaminantes de la central térmica de Andorra.
Según un informe presentado por Greenpeace en 2008, la térmica de Andorra ocupaba el 4.º puesto entre las centrales de carbón más contaminantes de España, con una media anual de 6 828 042 toneladas de CO2. En febrero de 2018 el director general de Generación de Endesa, Manuel Morán, afirmó que con las inversiones necesarias para cumplir la directiva medioambiental europea de emisiones contaminantes (sistemas de desnitrificación), estimadas en cerca de 200 millones de euros en el caso de la térmica de Andorra, esta instalación energética «estaba claramente fuera de mercado». Endesa anunció su intención de cerrar la central en 2020.
La central cesó definitivamente su producción el 13 de febrero de 2020.